# Блага, Любомир
Лю́бомир Бла́га (чеш. Lubomír Blaha; 28 марта 1978, Угерски-Брод, ЧССР) — чешский футболист, игравший на позиции нападающего.

## Карьера
Начинал в детских командах клубов «Спартак» (Угерски-Брод), «Свит» и «Баник». В 1997 году дебютировал на взрослом уровне за остравский «Баник», провёл 2 игры.
С 1998 по 2001 год выступал за «Синот», где сыграл 50 матчей и забил 12 голов. Затем играл за пражскую «Спарту» (7 матчей). С 2002 по 2004 провёл 13 матчей и забил 3 мяча за либерецкий «Слован», кроме того, за этот период дважды побывал в аренде: в 2003 году в клубе «Тескома» (12 игр, 1 гол) и с 2003 по 2004 в пльзеньской «Виктории» (27 игр, 1 гол).
С 2004 по 2005 год играл в Шотландии за «Абердин», сыграл 8 матчей, затем выступал в России за «Кубань», провёл 5 встреч, в обоих случаях без голов. 2006 год отыграл в Словакии за трнавский «Спартак», на этот раз уже результативней — 11 голов в 30 матчах.
В 2007 году вернулся в Чехию, где до 2009 года выступал за клуб «Виктория Жижков», однако сыграл за это время только 11 матчей, при этом проведя сезон в аренде в пражской «Дукле», где забил 4 мяча в 19 играх.
С 2010 по 2016 год играл в любительских командах из низших лиг Австрии, среди которых «Гафленц», «Остбан XI», «Оберндорф», «Хаусменинг», «Яуэрлинг», «Цирсдорф» и «Лангау».